# 小行星9713
小行星9713（英語：9713 Oceax）是一颗围绕太阳公转的小行星。1973年9月19日，C. J. 万·豪敦、I. 万·豪敦-格勒内费尔德、T. 赫雷爾斯在帕洛马山发现了此天体。
这颗小行星的绝对星等为314.4054066021218等。小行星9713以希臘神話的人物奧埃阿克斯命名。